# 布洛克桥
布洛克桥是英格兰布里斯托尔的一座跨过雅芳河的公路桥梁，以纪念本地工程师“威廉·布洛克”（William Brock，1830-1907）而命名，2016年建成。